# Jordan Ellenberg
Jordan Stuart Ellenberg (né en 1971) est un mathématicien américain, professeur de mathématiques à l'université du Wisconsin à Madison. Ses recherches portent sur la géométrie arithmétique, la théorie des nombres et la géométrie algébrique. Il est également auteur de récits de fiction et de non-fiction.

## Biographie
Ellenberg naît à Potomac, dans le Maryland. C'est un enfant précoce qui apprend lui-même à lire à l'âge de deux ans en regardant Sesame Street. En deuxième année de l'école élémentaire, il aide sa baby-sitter adolescente à faire ses devoirs de mathématiques. En quatrième année, il participe à des compétitions de lycée (comme la Ligue américaine de mathématiques des régions) en tant que membre de l'équipe de mathématiques du comté de Montgomery. En huitième année, il commence un travail de niveau universitaire.
Il fait partie de la cohorte longitudinale de l'étude de l'université Johns-Hopkins sur les jeunes mathématiquement précoces. Il obtient un score parfait de 800 sur la partie mathématique et 680 sur la partie verbale de l'examen SAT-I à l'âge de 12 ans. Lorsqu'il est en huitième année, il obtient d'excellentes notes après avoir suivi des cours d'analyse à l'université du Maryland ; quand il est junior (troisième année) au lycée Winston Churchill (en), il obtient une note parfaite de 1 600 au SAT ; en tant que lycéen, il se classe deuxième dans la recherche nationale de talents scientifiques de Westinghouse. Il participe aux Olympiades internationales de mathématiques trois fois, remportant des médailles d'or en 1987 et 1989 (avec des scores parfaits) et une médaille d'argent en 1988. Il est également deux fois boursier Putnam (1990 et 1992) à Harvard.
En 2004, il est recruté à l'université du Wisconsin à Madison.
En 2012, il devient membre de l'American Mathematical Society.
Il est invité comme conférencier plénier aux Joint Mathematics Meetings (en) de l'AMS en 2013, où il parle de la théorie des nombres et de la topologie algébrique, de l'étude des formes abstraites de haute dimension et des relations entre elles.
Il est nommé en 2015 sur la chaire « John D. MacArthur ».

## Distinctions
Il est nommé un Guggenheim Fellow en 2015.
Il est élu comme l'un des six ADWhite Professors-at-Large à Cornell en 2019

## Auteur de fiction
En plus de ses articles de recherche, il a écrit un roman, The Grasshopper King, qui est un finaliste pour le prix de fiction des jeunes Lions 2004; la colonne "Faites les maths" dans Slate ;  un livre de non-fiction, Comment ne pas se tromper ;  et des articles sur des sujets mathématiques dans The New York Times , The Washington Post , The Boston Globe , Wired , Seed et The Believer . 

## Consultant pour le cinéma
Ellenberg est consultant en mathématiques pour le film Gifted de 2017 , qui met en vedette un prodige des mathématiques comme protagoniste. Il fait également une apparition (caméo) dans le film en tant que professeur donnant des conférences sur la fonction de partition et les congruences de Ramanujan.

## Ouvrages

### Vulgarisation
- (en) How Not to Be Wrong: The Power of Mathematical Thinking, Penguin, 2014 (ISBN 978-1594205224)[7],[8],[9] ; version française : L'Art de ne pas dire n'importe quoi : ce que le bon sens doit aux mathématiques  (trad. Françoise Bouillot), Cassini, 2018 (ISBN 978-2-84225-223-6)

### Romans
- The Grasshopper King (Coffee House Press, 2003)  (ISBN 978-1566891394)

### Essais
- Jordan Ellenberg, « The Wrong Way to Treat Child Geniuses », Wall Street Journal,‎ 30 mai 2014 (lire en ligne, consulté le 1er juin 2014)
- Jordan Ellenberg, « Don't Teach Math, Coach It », New York Times,‎ 24 juillet 2014 (lire en ligne, consulté le 28 janvier 2018)
- Jordan Ellenberg, « The Beauty of Bounded Gaps », sur Slate Magazine (consulté le 28 janvier 2018)
- Jordan Ellenberg, « The Last Great Problem », sur The Believer (consulté le 28 janvier 2018)